# 竹崎水源
竹崎水源（たけざきすいげん）は、熊本県阿蘇郡南阿蘇村の湧水。「平成の名水百選」である南阿蘇村湧水群の1つであり「熊本名水百選」に選ばれる。湧水量は1日17万2千トンあり、南阿蘇村湧水群の中でも群を抜いて多い。

## 概要
旧白水村の最も南側にある湧水地で、白川の支流である両併川脇の竹林の中にある。湧水地付近には祠が建てられている。水源は単一ではなく、黒い砂を噴き上げる湧水地点が複数個所点在し、流れ出る湧水が小川を形成している。岸辺には竹や椿が自生しており、その中に椿の根付近から噴出する湧水があり、その場所の湧水が格別美味であると言われる。湧水量は毎分120トン、1日17万2千トンにもなる。竹崎水源からの湧水は白川村の湧水群の中でも特に水量が多く、川のような勢いで水が湧き出る様子は圧巻だとされる。春になると、小川の岸辺にはセリの芽吹き、湧水地一帯にはセリの芳香が立ち込めて季節の贈り物を楽しむことができる。湧水は両併川に流れ込むが、その水量は両併川を流れる水より数倍多いとされる。両併川は水源からの小川が流れ込むと、すぐに白川に合流する。竹崎水源は、農業用水として350町歩の田畑で利用される。
湧水の水は阿蘇カルデラ中央火口丘（阿蘇五岳）由来ではなく、阿蘇山南側の外輪山の降雨が源になっているとされる。旧阿蘇郡白水村には「水の生まれる里」として知られ、村内に8カ所の湧水が湧いている。各水源は旧国道325号を挟むように並ぶが、その中で竹崎水源は唯一白川の左岸に存在している。南阿蘇村立久木野小学校では2学期になると、学校の前を流れる用水路遡って竹崎水源までの5kmを歩くことにしている。周囲の用水路は300年の歴史があり、農業用水の確保や維持についての苦労や努力に纏わる伝承が数多く伝えられている。竹崎水源と上二子石地区一帯では、秋に南阿蘇村商工観光課が「たけざき水源祭」を開催しており、阿蘇久木野太鼓演奏や童謡コンサート、牛深ハイヤなどが披露され、日が落ちると「竹灯ろう」で水源周辺をライトアップする。地区には、昭和30年代に上水道が整備されたが、それまでは共同で井戸を管理し、炊事、洗濯、風呂などに利用していた。

## アクセス
- 南阿蘇鉄道高森線阿蘇白川駅より徒歩1km[8]
- 九州自動車道益城熊本空港インターチェンジより熊本県道28号熊本高森線沿いに看板あり竹崎橋を渡った竹林の傍（湧水近くは狭小路となっている）
- 駐車場　小型自動車2台分[9]

## 特記事項
- 阿蘇くじゅう国立公園管理事務所や熊本市五福公民館などによって、竹崎水源を含む湧水地を巡る「水紀行バスツアー」や自然観察ハイキングが開催され、各水源の水を味の違いや、pH測定、硬度測定、日本地下水学会会員や水源保存会メンバーらによる説明会を開催している[10][11]。
- 2008年、南阿蘇村の湧水10カ所が、南阿蘇村湧水群として「平成の名水百選」に登録された[12]。南阿蘇村湧水群には竹崎水源の他に、吉田城御献上汲場（ごけんじょうくみば）、明神池名水公園、白川水源、妙見神社の池（妙見ケ池）、小池水源、川地後水源、池の川水源、湧沢津水源、寺坂水源、塩井社水源が含まれる[12]。別に「くまもと名水百選」というのもあり、塩井社水源などは、その選に漏れている[4]。